# Cardistry

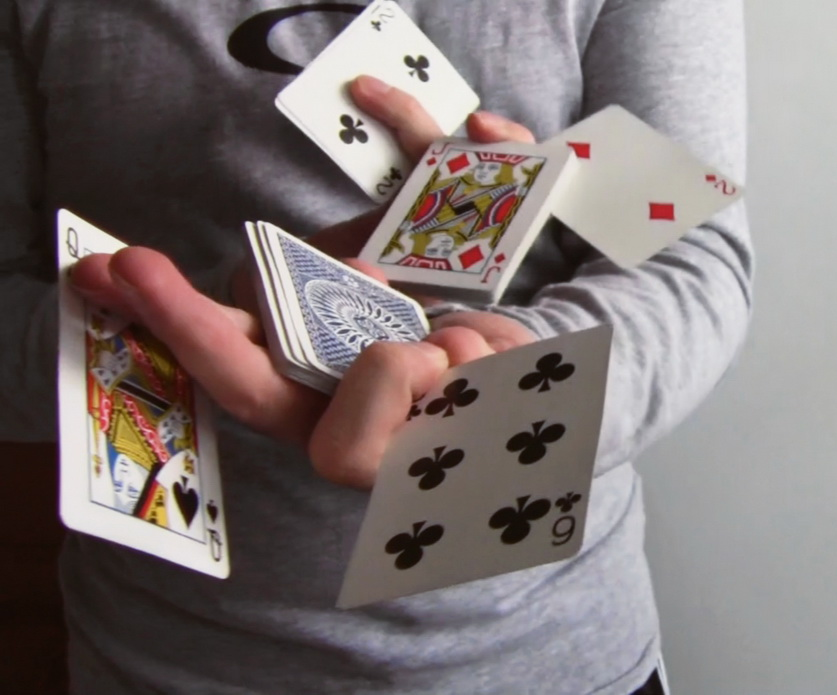
Ein fortgeschrittener beidhändiger Flourish

Cardistry ist die darstellende Kunst des Kartenfächerns. Im Unterschied zur Kartenzauberei zielt Cardistry nicht darauf ab, Tricks oder Illusionen zu erzeugen, sondern beeindruckt durch visuell ansprechende und technisch anspruchsvolle Bewegungsabläufe mit Spielkarten.
Der Begriff Cardistry ist ein Kofferwort aus den englischen Wörtern card (Karte) und artistry (Kunstfertigkeit). Personen, die sich mit Cardistry beschäftigen, werden umgangssprachlich als Cardists bezeichnet.
Cardistry beinhaltet den Einsatz der Hände, um mit Spielkarten Schnitte, Fächer, Muster, Figuren und Abfolgen zu gestalten. Dabei kommen unterschiedliche Techniken wie Armspreads, Cuts, Shuffles und Springs zum Einsatz. Ziel ist es, eine fesselnde Bewegung und eine ästhetisch ansprechende Darbietung zu schaffen. Die Möglichkeiten werden im Wesentlichen nur durch die Art der verwendeten Karten, die Vorstellungskraft und die manuelle Geschicklichkeit der ausübenden Person begrenzt. Die Präsentation ist in der Regel weder illusionistisch noch als „Magie“ gemeint, sondern ähnelt eher Jonglage, Pantomime oder vergleichbaren unterhaltenden Künsten.

## Geschichte

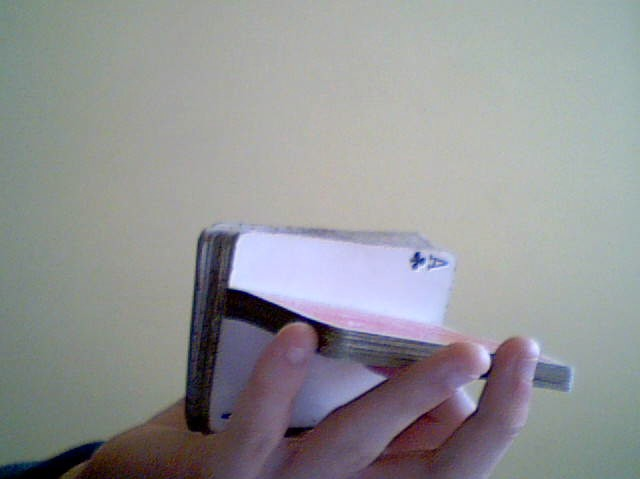
Der Charlier Cut

Zaubertricks mit Spielkarten wurden im 19. Jahrhundert populär. Zu dieser Zeit führten Magier einfache Kartenmanipulationen – wie den Charlier Cut, den Riffle Shuffle oder den Thumb Fan – häufig vor, um ihre Fingerfertigkeit zu demonstrieren.
Der amerikanische Zauberkünstler Chris Kenner veröffentlichte 1992 das Buch Totally Out of Control, ein Lehrbuch über Zaubertricks mit Alltagsgegenständen. Auf Seite 125 beschrieb er einen beidhändigen Kartentrick, den er „The Five Faces of Sybil“ nannte. Dabei wird das gesamte Fingerspiel genutzt, um das Kartendeck in fünf getrennte Stapel aufzufächern. Kenner bezeichnete Sybil in seinem Buch als einen „schnellen Schnitt-Flourish zur Demonstration von Können und Fingerfertigkeit“. Dieser Schnitt entwickelte sich zur bekanntesten Kreation aus Totally Out of Control und bildete später den Kern dessen, was heute als Cardistry bekannt ist. Kevin Pang vom Magazin Vanity Fair bemerkte dazu, dass „jeder Cardist Sybil genauso geschickt vorführen kann, wie Gitarristen eine Bluesprogression spielen“.
Der in Los Angeles ansässige Zauberkünstler Brian Tudor veröffentlichte 1997 ein Lehrvideo mit dem Titel Show Off, das ausschließlich Flourishes präsentierte, darunter zahlreiche Variationen des Sybil-Cuts. Das Video wurde von Kritikern positiv aufgenommen und trug wesentlich dazu bei, Card Flourishing als eigenständige Darstellungsform bekannter zu machen.

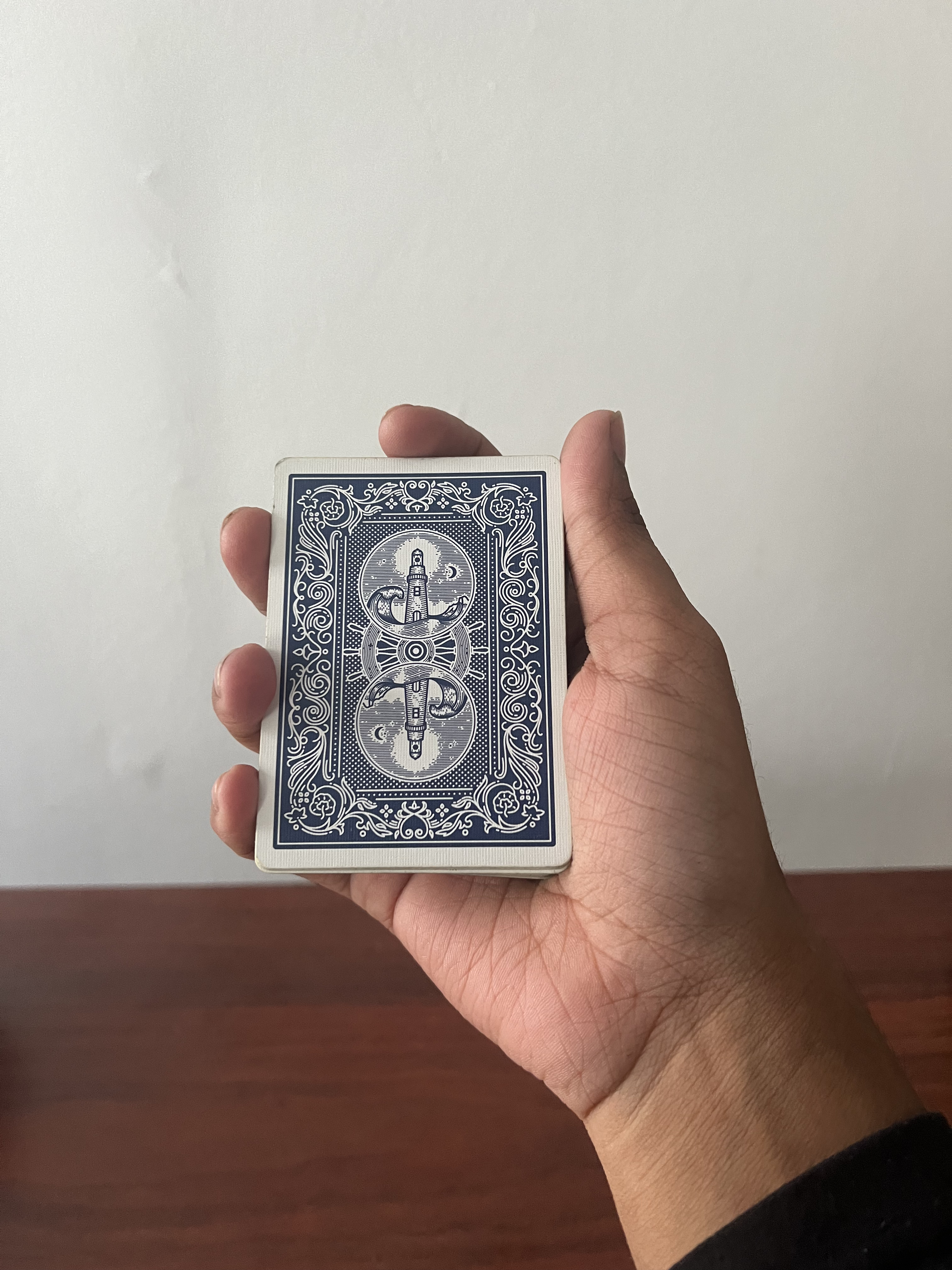
Der Mechanic's Grip

Im Jahr 2001 veröffentlichten die Sybil-Enthusiasten und Zwillingsbrüder Dan und Dave Buck das Lehrvideo Pasteboard Animations, das fortgeschrittene Cuts und Flourishes erklärte. Die VHS-Kassette verkaufte sich mehrere hundert Mal und wurde im selben Jahr in einer Rezension des Genii Magazine positiv bewertet.
2004 brachten die Brüder die Lehr-DVD The Dan and Dave System heraus, mit der die fortgeschrittene Kartenmanipulation offiziell von der Zauberkunst abgegrenzt wurde. 2007 folgte The Trilogy, ein dreiteiliges DVD-Set, das zum Preis von 85 US-Dollar pro Stück verkauft wurde. The Trilogy gilt als das erfolgreichste Cardistry-Produkt aller Zeiten und wurde über 25.000 Mal verkauft. Nahezu jeder Cardist nennt entweder The System oder The Trilogy als Inspirationsquelle.
Der Begriff Cardistry wurde erstmals im März 2006 von einem Nutzer namens „Richard Z.“ im Forum decknique.net eingeführt und für diese Kunstform popularisiert. Zuvor wurden entsprechende Techniken unter anderen Bezeichnungen wie Card Flourishes, Card Manipulation, Card Stunts oder Xtreme Card Manipulation bekannt.

## Arten von Cardistry-Bewegungen

### Griffe (Grips)
Stile von Grips (Handhaltungen) in der Cardistry umfassen:
- Biddle Grip: Der Biddle Grip wird angewendet, wenn ein Kartendeck auf dem Tisch liegt und mit Daumen sowie Mittel- und Zeigefinger an den Seiten umfasst und in die Luft gehoben wird.
- Mechanic’s Grip (Dealer’s Grip): Beim Mechanic’s Grip wird das Kartendeck in der Mitte der Handfläche der gewählten Hand platziert. Dieser Griff ist auch unter dem Namen Dealer’s Grip bekannt.
- Straddle Grip: Der Straddle Grip ist eine Variante des Mechanic’s Grip mit einigen wichtigen Unterschieden: Der kleine Finger wandert von der rechten Kante zur Unterseite des Decks, und der Daumen zeigt nach oben (anstatt flach auf dem Deck zu liegen, wie beim Mechanic’s Grip). Das Deck ruht dabei auf den mittleren oder vorderen Fingergliedern, wodurch es leicht angehoben wird und mehr Abstand zur Handfläche entsteht.

### Einhändige Cuts (One-Handed Cuts)
Diese Bewegungen erfordern lediglich eine Hand zur Ausführung. Der Charlier Cut ist der bekannteste einhändige Cut; weitere bekannte einhändige Schnitte sind Jerry Cestkowskis L-Cuts, der Revolution Cut sowie Nikolaj Pedersens Trigger und dessen Variationen.
Charlier Cut: Dies ist der klassische einhändige Cut. Dabei hält man das Deck im Straddle Grip, lässt durch Nachgeben des Daumensdrucks etwa die Hälfte der Karten nach unten fallen und nutzt anschließend den Ringfinger, um das untere Paket nach oben durchzuschieben und so den Cut abzuschließen.
Revolution Cut: Dieser Cut baut auf dem Charlier Cut auf und erweitert ihn um eine kleine Variation. Nachdem der Ringfinger das untere Kartenpaket nach oben geschoben hat, wird das obere Paket nicht einfach fallengelassen. Stattdessen wird es mithilfe von Ring-, Mittel- und Zeigefinger um 180 Grad rotiert und der Cut anschließend abgeschlossen.

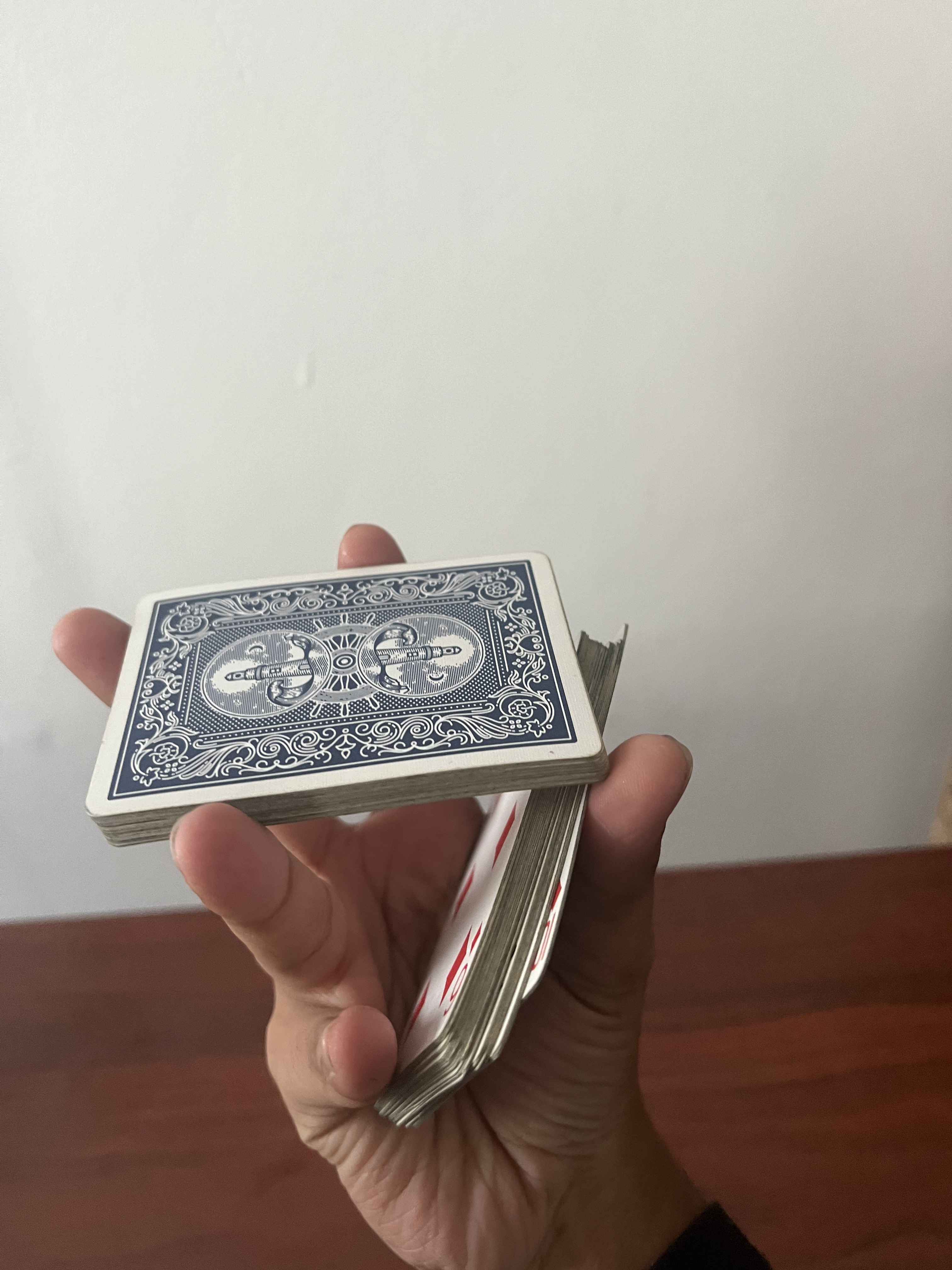
Der Revolution Cut

Scissor Cut: Dieser Cut beginnt mit dem Deck im Straddle Grip. Der Daumen hebt zunächst an der unteren Kante des Decks ein Kartenpaket ab. Anschließend dreht der Daumen dieses obere Paket über den Zeigefinger, bis es das untere Paket vollständig überquert hat. Danach führt der Daumen das nun untere Paket zurück, um den Cut abzuschließen.

### Zwei-Händige Cuts
Diese Bewegungen werden mit beiden Händen ausgeführt, wobei jeweils Kartenpakete gehalten oder bewegt werden. Häufig beinhalten sie auch einhändige Cuts als Teil der Sequenz. Sie machen den Großteil aller Cardistry-Moves aus – von einfachen Einsteigerbewegungen wie den „Five Faces of Sybil“ bis hin zu hochkomplexen und anspruchsvollen Cuts, deren Beherrschung Monate intensiven Trainings erfordert. Dan und Dave machten diese Kategorie durch Moves wie Pandora besonders populär. Weitere Cardists wie Daren Yeow, Oliver Sogard, Nikolaj Pedersen, Tobias Levin, Patrick Varnavas, Brian Tudor und Noel Heath haben die Entwicklung und Gestaltung der beidhändigen Cuts maßgeblich beeinflusst und weiterentwickelt.
Swing Cut: Dies ist ein Flourish, bei dem das Deck zunächst in der dominanten Hand im Biddle Grip gehalten wird. Mit dem Zeigefinger wird ein kleines Kartenpaket vom Deck abgehoben. Anschließend wird der Zeigefinger nach außen geführt, das Kartenpaket auf dem Daumen gedreht und in die andere Hand fallen gelassen. Dieser Vorgang kann wiederholt werden, bis das gesamte Deck von der dominanten in die nicht-dominante Hand überführt wurde, allerdings kann auch schon nach einem Swing Cut ein anderer Flourish folgen.
Swivel Cut: Dieser Cut beginnt im Biddle Grip. Die zweite Hand kommt von hinten dazu, und mit dem Daumen der zweiten Hand wird ein kleines Kartenpaket von der Daumenseite des Decks abgehoben. Dieses Paket wird dann um den Zeigefinger der ersten Hand geschwenkt und in die Handfläche der zweiten Hand fallen gelassen.

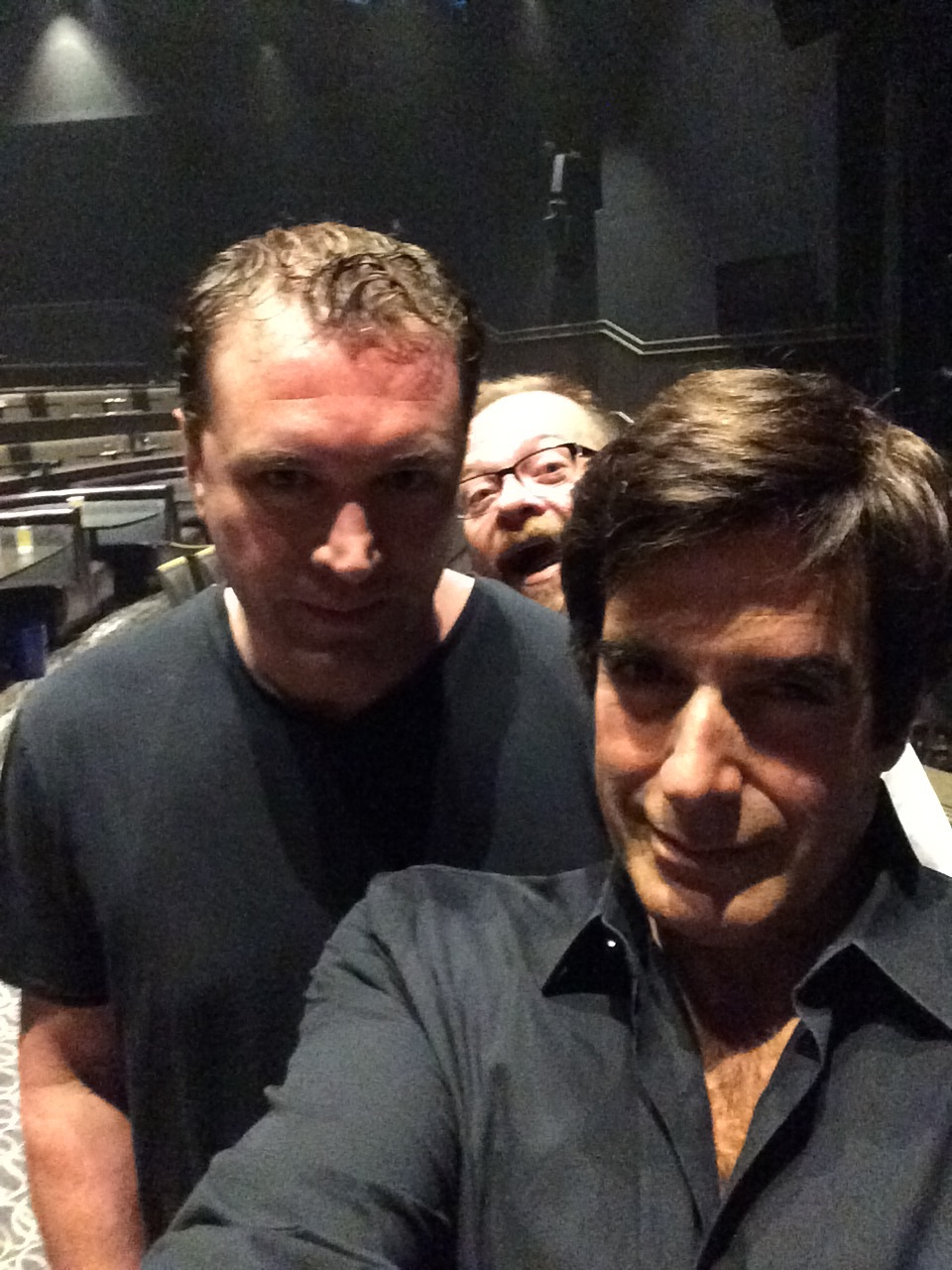
Zauberkünstler David Copperfield posiert 2015 im MGM David Copperfield Theater gemeinsam mit seinen Cardistry-Kollaborateuren Chris Kenner und Brian Tudor

Sybil Cut: Dieser Flourish hebt das Niveau deutlich an und erfordert enorm viel Übung. Der Cut beginnt im Z-Grip: Dabei wird das obere Paket des Z-Grips zunächst in zwei Teile geteilt. Anschließend lässt man das untere Paket des Z-Grips in die Handfläche fallen, während die zweite Hand sich nach vorne und unten bewegt – so, dass die Seiten der Kartenpakete parallel zum Boden verlaufen. Danach werden die oberen Pakete in Richtung des unteren Pakets rotiert. Die offene zweite Hand greift das Kartenpaket kurz, bevor die erste Hand ein kleines Paket aus dem freigewordenen Stapel entnimmt und die verschiedenen Pakete in einer auffälligen Fächerform präsentiert.

### Displays (Präsentationen) in der Cardistry
Diese Bewegungen werden entweder in zweidimensionaler oder dreidimensionaler Form ausgeführt. Zu den Display-Typen gehören unter anderem 3D-Strukturen, wie z. B. ein Kartenhaus, oder Displays mit einem dreidimensionalen Aspekt, etwa Zach Muellers „Bloom“. Daneben gibt es 2D-Displays, die sich durch wiederkehrende Muster oder symmetrische Formen auszeichnen – ein bekanntes Beispiel dafür ist Dave Bucks „The Werm“.
Ribbon Spread (mit Umdrehen): Diese Technik beginnt damit, dass das Deck in einem leichten Winkel zum Ausführenden hin gehalten wird – im Biddle Grip. Mit dem Zeigefinger wird das Deck dann auf einer flachen, rutschfesten Oberfläche (z. B. einer Kartenmatte) ausgefächert. Sobald die Karten vor einem ausgebreitet liegen, greift man ein Ende des Fächers, hebt es leicht an und fährt mit dem Zeigefinger über die Karten, sodass sich jede einzelne Karte der Reihe nach umdreht und sichtbar wird.
Five Faces of Sybil: Dieser Flourish gehört zu den fortgeschritteneren Techniken und erfordert intensives Training, um ihn sauber auszuführen. Das Deck wird zunächst in der linken Hand im Z-Grip gehalten. Das obere Paket des Z-Grips wird dann mit dem Zeigefinger in zwei Teile geteilt. Anschließend rotiert das rechte Handgelenk nach unten, wobei die beiden oberen Pakete gehalten werden, während das dritte Paket zwischen Daumen und Zeigefinger verbleibt. Sobald die Rotation weit genug ausgeführt ist, greift die linke Hand das mittlere Paket mit Daumen und Mittelfinger. Zum Abschluss brechen der rechte Daumen und Mittelfinger ein kleines Teilstück aus dem mittleren Paket heraus, wodurch die fünf Pakete – die „Five Faces of Sybil“ – gleichzeitig sichtbar präsentiert werden.
The Werm: Dieser Cardistry-Move beginnt mit dem Deck im Z-Grip. Die drei Kartenpakete werden dabei mithilfe von Zeigefinger und Daumen so geschwenkt, dass sie zum Boden zeigen und eine umgekehrte U-Form bilden. Anschließend wird mit Zeige- und Mittelfinger eine Karte aus dem obersten Paket nach vorn gedreht, sodass sie das vordere Paket berührt – dadurch entsteht eine quadratische Form. Zum Schluss wird mit dem Daumen eine weitere Karte aus dem obersten Paket herausgezogen, wobei die Reibung zwischen dem kleinen Finger und dem zweiten Daumen (der anderen Hand) die Karte in Position hält. Das Ergebnis ist eine eindrucksvolle Präsentation von fünf Kartenpaketen in einer längsgerichteten Formation.

### Fans und Spreads
Diese Bewegungen beinhalten das Ausfächern eines Kartendecks auf unterschiedliche Weise, typischerweise in einer kreisförmigen Anordnung. Der Index-/Daumen-Fächer (engl. Index/Thumb Fan) ist die grundlegendste Technik in dieser Kategorie. Weitere verbreitete Moves sind der Riffle Fan von Dimitri Arleri, der LePaul Spread sowie der Pressure Fan.

### Aerials
Diese Bewegungen beinhalten, dass Karten (oder Kartenpakete) sich kontinuierlich in eine Richtung bewegen und typischerweise von der anderen Hand aufgefangen werden. Zu den bekanntesten Moves in dieser Kategorie gehören der Spring und das Anaconda Dribble. Aerials sind eigenständige Bewegungen, die nicht mit anderen Flourishes kombiniert werden können.

### Isolations und Twirls
Diese Bewegungen werden meist mit nur wenigen Karten ausgeführt. Der*die Ausführende fixiert dabei in der Regel das Zentrum der Karte und rotiert sie, ohne ihre Position im Raum wesentlich zu verändern. Zu dieser Kategorie gehören unter anderem die Palm Shift Isolations, die 2010 von Jaspas Deck in seinem Video Starry Eyed vorgestellt wurden. Duy und Zach haben zahlreiche ungewöhnliche Varianten der Isolation entwickelt.

## Cardistry-Con
Cardistry-Con ist eine interaktive Konferenz, die sich ganz der Kunst der Cardistry widmet. Dabei kommen Cardists aus aller Welt zusammen, um das kreative Potenzial eines gewöhnlichen Kartenspiels zu entdecken und weiterzuentwickeln. Ziel der Veranstaltung ist die Förderung von Cardistry durch Interviews, Podiumsdiskussionen, Live-Performances, exklusive Video-Vorführungen, Workshops, Wettbewerbe und Verlosungen.
Einer der Höhepunkte der jährlichen Veranstaltung sind die Cardistry-Con Awards, bei denen unter anderem Auszeichnungen für Kartendesign sowie für technische Leistungen im Bereich der Cardistry vergeben werden.
Die „Beta“-Version der Cardistry-Con fand 2014 als Unterveranstaltung von Dan & Dave’s Magic Con statt. Nachdem Magic Con 2015 eingestellt worden war, trat eine eigenständige Cardistry-Con an ihre Stelle. Seitdem wurde die Cardistry-Con in folgenden Städten abgehalten: Brooklyn (2015), Berlin (2016), Los Angeles (2017), Hongkong (2018) und Portland (2019).[1]
Die nächste Cardistry-Con war ursprünglich für Mitte 2020 in Brüssel (Belgien) geplant, wurde jedoch aufgrund der Coronavirus-Pandemie verschoben.